# Svetlana Kasyan
Svetlana Davidovna Kasyan (en ruso: Светлана Давидовна Касьян, nacida el  24 de julio de 1984) es una cantante de ópera, soprano, de nacionalidad rusa, nacida en Georgia, cuya familia es originaria de Kurdistán).

## Datos biográficos
Svetlana Kasyan nació en una familia yazidí kurda en 1984, en Batumi, en la antigua Unión Soviética. En 1993  la familia se traslada a  Aktobé, donde  estudia en la escuela número 26. 
Más adelante en 2006, ingresa a la universidad concentrándose en la música. En el Conservatorio Chaikovski de Moscú estudia bajo la dirección de Galina Pisarenko. Perfeccionó su técnica vocal con Dmitry Vdovin y en Washington D. C., EE. UU., con Plácido Domingo.
Fue miembro del programa juvenil del Teatro Bolshoi.
En 2010  debutó en el Bolshoi en  La doncella de la nieve, ópera de Rimski-Kórsakov, y más tarde actuó en El Amor para Tres Naranjas de S. Prokófiev Y La Encantadora de Piotr Ilich Chaikovski.
En 2011 ganó el primer premio de la quinta competición vocal internacional en la ciudad de Ningbo.
En 2011,  actuó en la función de la ópera Tosca por Giacomo Puccini en el  Teatro para  Ópera, Teatro y Ballet de Iekaterinburgo, y en el mismo año en el Teatro Bolshoi Teatro. La prensa  la calificó con un contundente:  "la voz más prometedora del mundo".
En Italia,  debutó en 2011 en Bari durante la presentación de la 9.ª sinfonía de Ludwig van Beethoven. En 2013,  cantó la parte de la reina Isabel en la ópera “Don Carlos” en el Teatro Regio en Turín. La ópera fue transmitida por el canal de televisión italiano RAI.
El 12 de noviembre de 2013,  ofreció un concierto en Roma en el Auditorio Conciliazione , organizado bajo los auspicios del presidente de Italia y el Consejo Pontificial para la Cultura. En el mismo día,  tuvo una audiencia personal con el Papa Francisco durante la cual dedicó su voz a Dios, prometiendo cantar para Él y sólo para propagar la bondad adonde fuere.
En abril de 2017, para el aniversario de revista para hombres Maxim,  protagonizó una fotografía de corte erótico para “atraer la atención del público al arte de la ópera”. Al mismo tiempo, la estación radiofónica comercial Europa llamó a la cantante "la principal estrella en el mundo en calidad de sonido."
El 17 de diciembre de 2021, Svetlana lanzó su primer álbum llamándolo "Fratelli Tutti", el cual  dedicó al Papa Francisco en ocasión de su 85.º aniversario. El álbum está hecho de 14 canciones en 14 lenguas diferentes.